# کمیسیون مشترک اعتباربخشی سازمان‌های مراقبت سلامت
کمیسیون مشترک اعتباربخشی سازمان‌های مراقبت سلامت که از سال ۲۰۰۷ با نام کوتاه‌تر کمیسیون مشترک شناخته می‌شود، یک سازمان مستقل غیرانتفاعی است که اعتباربخشی و اعطای گواهی به بیش از ۲۰۵۰۰ برنامه و سازمان مراقبت سلامت در ایالات متحده را بر عهده دارد.
مأموریت این سازمان بهبود مداوم مراقبت سلامت برای عموم از طریق ارزیابی سازمان‌های مراقبت سلامت و الهام بخشیدن به آن‌ها در برتری جویی در ارائه مراقبت ایمن و مؤثر با بالاترین کیفیت و ارزش می‌باشد. یکی از کارکردهای این سازمان این است که در راستای مأموریت خود به هنگام فرایند اعتباربخشی، فعالیت‌های بیمارستان‌ها را در پاسخ به خطاهای جبران‌ناپذیر مورد بررسی قرار می‌دهد.
نمونه‌هایی از حوزه‌های عملیاتی استانداردهای اعتباربخشی مربوط به سازمان اعتباربخش کمیسیون مشترک عبارتند از ارتقاء کیفیت و ایمنی بیمار، و پیشگیری و کنترل عفونت‌ها.

## کمیسیون مشترک بین‌المللی
کمیسیون مشترک بین‌المللی یکی از گروه‌هایی است که در سطح بین‌المللی اقدام به اعتباربخشی به بیمارستان‌ها و سازمان‌های مراقبت سلامت می‌کند. این گروه در کشورهای مختلف در آسیا، خاورمیانه، آفریقا، اروپا و آمریکای جنوبی فعالیت دارد. دفتر مرکزی این سازمان در شیکاگوی آمریکا است، و دفاتر منطقه‌ای از جمله در دبی و سنگاپور دارد.

## واژه‌نامه
1. ↑  Joint Commission on Accreditation of Healthcare Organizations
2. ↑  Joint Commission International